# Йобстль, Томас
То́мас Йобстль (нем. Thomas Jöbstl; род. 15 января 1978, Вольфсберг) — австрийский валторнист, один из ведущих современных исполнителей на так называемой венской валторне.

## Биография
В возрасте 8 лет Томас Йобстль начал заниматься на валторне в музыкальной школе своего родного города Вольфсберга. В 1992 году он продолжил своё музыкальное образование в Венском университете музыки и исполнительского искусства под руководством Роланда Бергера. В 1995 году он дебютировал в качестве солиста в знаменитом венском концертном зале Musikverein, а на следующий год дал сольный концерт в Японии.
После окончания учёбы Йобстль стал солистом оркестра венского театра «Фольксопер», а в 2001 — оркестра Венской государственной оперы. Периодически он выступает в составе Венского филармонического оркестра. Йобстль также является членом ансамбля камерной музыки «Венские виртуозы».
С 2000 по 2006 год Томас Йобстль ассистировал своему бывшему учителю Роланду Бергеру в Венском университете музыки, а после ухода Бергера на пенсию унаследовал его место профессора.